# Fidschianisch-haitianische Beziehungen
Die fidschianisch-haitianischen Beziehungen beschreiben das bilaterale Verhältnis zwischen der Republik Fidschi einerseits und der Republik Haiti andererseits.
Die im Jahr 1804 von Frankreich unabhängig gewordene Republik Haiti und die im Jahr 1970 vom Vereinigten Königreich in die Unabhängigkeit entlassene Republik Fidschi unterhalten seit 2012 diplomatische Beziehungen. Die diesbezügliche  gemeinsame Erklärung wurde von den Ständigen Vertretern beider Staaten bei den Vereinten Nationen in New York unterzeichnet.
Es wurden keine diplomatischen oder konsularischen Vertretungen im jeweils anderen Land eingerichtet.
Seit der Formalisierung der Beziehungen im September 2012 war weder im politischen noch im wirtschaftlichen oder kulturellen Bereich eine Vertiefung der bilateralen Zusammenarbeit zu beobachten. Auf internationaler Ebene verfolgen die beiden Länder aufgrund ihrer geografischen Gegebenheiten als Inselstaaten in vulnerablen Klimazonen durchweg gemeinsame Ziele. Dieses zeigt sich in den Vereinten Nationen, der Alliance of Small Island States (AOSIS), der Gruppe der 77 (G 77) und in der AKP-Gruppe.